# Sarta
 (avril 2022).
 (avril 2025).
Motif : En attendant des sources secondaires centrées.
- Archive Wikiwix
- Bing
- Cairn
- DuckDuckGo
- E. Universalis
- Gallica
- Google
- G. Books
- G. News
- G. Scholar
- Persée
- Qwant
- (zh) Baidu
- (ru) Yandex
- (wd) trouver des œuvres sur Wikidata

| 1. | Préciser le motif de la pose du bandeau. | Précisez le motif de la pose du bandeau en utilisant la syntaxe suivante : {{admissibilité à vérifier\|date=juin 2025\|motif=remplacez ce texte par le motif}}             |
| 2. | Informer les utilisateurs concernés.     | Pensez à avertir le créateur de l'article, par exemple, en insérant le code ci-dessous sur sa page de discussion : {{subst:avertissement admissibilité à vérifier\|Sarta}} |

Les Sarta sont une ancienne tribu berbère du Moyen Âge. D'origine sanhadjienne, ils occupaient les régions du Drâa et du Tafilalet. Maîtres des territoires de parcours du Djebel Saghro aux oasis du Bani, les Serta possédaient plusieurs citadelles dans la région de Tamadalt.
Menad Ibn Manqus, père de Ziri ibn Menad, était le « souverain » (sahib) de Qalʻat Manādiyya, près de Sijilmassa. Selon Grigori Lazarev, les Telkatas de la Qal'at Manādiyya, ne formaient alors probablement qu'une fraction des Sarta, une tribu sanhadja dont Al-Bakrī mentionne la situation entre le Drâa et Sijilmassa. Certains commentateurs médiévaux rattachent ainsi les Talkāta fondateurs de la dynastie ziride, aux autres grandes mouvances Zenāga/Ṣanhāja du Sahara et du sud marocain.
Les In Gafû et Setta de la confédération des Sanhadja du Deren seraient peut-être des branches issues des anciens Sarta, dont l'ethnonyme semble disparaitre. Toutefois, le nom même de Setta serait peut-être même une déformation, due à un copiste, du nom de Serta. Les localisations au sud de l’Atlas des In Gafû et des Setta, ainsi que la disparition, dans leurs anciens territoires, de l’ethnonyme Serta plaident pour cette hypothèse.

## Histoire
En 1055, Abdellah ben Yassin, fondateur du mouvement religieux et politique almoravide, campe à Tamadalt, et y recrute une importante armée parmi les Sarta et Targa qui possèdent quelques citadelles dans la région. Abdellah ben Yassin décide ensuite de se lancer à l'attaque de Sijilmassa, occupée par les Maghraouas. La bataille tourne à l'avantage des Almoravides qui s'emparent de Sijilmassa, et y massacrent les Maghraouas restants.